# Miloš Stanojević
Miloš Stanojević (ur. 27 maja 1984 w Belgradzie) – serbski wioślarz.

## Osiągnięcia
- Mistrzostwa Świata U-23 – Hazewinkel 2006 – dwójka bez sternika wagi lekkiej – brak[1][2].
- Mistrzostwa Świata – Monachium 2007 – czwórka podwójna wagi lekkiej – 7. miejsce[1].
- Mistrzostwa Świata – Linz 2008 – jedynka wagi lekkiej – 11. miejsce[1].
- Mistrzostwa Świata – Poznań 2009 – dwójka podwójna wagi lekkiej – 9. miejsce[1].
- Mistrzostwa Europy – Brześć 2009 – czwórka bez sternika wagi lekkiej – 3. miejsce[1].
- Mistrzostwa Europy – Montemor-o-Velho 2010 – czwórka bez sternika wagi lekkiej – 8. miejsce[1].